# Leonardo Benvenuti
Leonardo Benvenuti, detto anche Leo (Firenze, 8 settembre 1923 – Roma, 3 novembre 2000), è stato uno sceneggiatore italiano.

## Biografia
Intraprese la carriera di sceneggiatore nella seconda metà degli anni quaranta, collaborando con Luigi Giachino alla stesura della pellicola L'ultima cena.
Negli oltre cento film scritti e sceneggiati in stretta unione con l'amico e collega Piero De Bernardi, col quale creò una delle coppie più conosciute del cinema italiano, collaborò con Sergio Leone, Vittorio De Sica, Mario Monicelli, Pietro Germi, Mauro Bolognini, Nanni Loy, Carlo Verdone per il quale firmò tutti i primi successi, e molti altri registi italiani del XX secolo.
È stato autore della saga di Fantozzi e della trilogia di Amici miei, nel quale riversò il suo caustico spirito fiorentino e molte delle sue scorribande autobiografiche giovanili, mentre per la televisione ha collaborato al programma televisivo Mixer e, sempre con De Bernardi, alla sceneggiatura della miniserie televisiva del 1978 Il balordo. Insieme a De Bernardi, Benvenuti viene designato con il premio Flaiano per la sceneggiatura per il complesso della collaborazione tra i due autori.
Nella sua carriera, durata mezzo secolo, Benvenuti si è aggiudicato tre David di Donatello, sei Nastri d'argento, un premio alla carriera della stampa estera in Italia.
Leo Benvenuti, narratore istintivo e grande affabulatore, è stato inoltre un promotore del nuovo cinema italiano creando e gestendo, per quasi 10 anni, presso l'Anac - Associazione nazionale autori cinematografici una scuola di sceneggiatura indipendente, fondamentale per la formazione di sceneggiatori, autori, registi come Francesca Archibugi, Paolo Virzì, Carlo Mazzacurati, Cinzia Tani, Stefano Disegni, Alfredo Accatino, Umberto Contarello, Francesca Melandri, Giovanna Koch, Gloria Malatesta, Graziano Diana, Enzo Monteleone, Alessandro Bencivenni.
Grazie alla sua supervisione il cortometraggio Exit, scritto da Luca D'Ascanio e Stephan Gasser, per la regia di Stefano Reali, ha ottenuto la nomination dell'Academy Award.
In seno al premio Solinas per la sceneggiatura è stato istituito il premio Leo Benvenuti.

## Filmografia

### Cinema
- Come persi la guerra, regia di Carlo Borghesio (1947)
- L'ultima cena, regia di Luigi Giachino e Charles Reisner (1948)
- L'eroe della strada, regia di Carlo Borghesio (1948)
- Come scopersi l'America, regia di Carlo Borghesio (1949)
- Gente così di Fernando Cerchio (1949)
- Capitan Demonio, regia di Carlo Borghesio (1949)
- Il monello della strada, regia di Carlo Borghesio (1950)
- Il bivio, regia di Fernando Cerchio (1951)
- Napoleone, regia di Carlo Borghesio (1951)
- Il figlio di Lagardère, regia di Fernando Cerchio (1952)
- A fil di spada, regia di Carlo Ludovico Bragaglia (1952)
- La fiammata, regia di Alessandro Blasetti (1952)
- Gli uomini, che mascalzoni!, regia di Glauco Pellegrini (1953)
- Amarti è il mio peccato, regia di Sergio Grieco (1953)
- Puccini, regia di Carmine Gallone (1953)
- Ti ho sempre amato!, regia di Mario Costa (1953)
- Giuseppe Verdi, regia di Raffaello Matarazzo (1953)
- Addio mia bella signora, regia di Fernando Cerchio (1954)
- Sinfonia d'amore, regia di Glauco Pellegrini (1954)
- Cento anni d'amore, regia di Lionello De Felice (1954)
- Il seduttore, regia di Franco Rossi (1954)
- Appassionatamente, regia di Giacomo Gentilomo (1954)
- Le ragazze di San Frediano, regia di Valerio Zurlini (1955)
- Destinazione Piovarolo, regia di Domenico Paolella (1955)
- Amici per la pelle, regia Franco Rossi (1955)
- Non scherzare con le donne, regia di Giuseppe Bennati (1955)
- Noi siamo le colonne, regia di Luigi Filippo D'Amico (1956)
- Altair, regia di Leonardo De Mitri (1956)
- Camping, regia di Franco Zeffirelli (1957)
- Guendalina, regia di Alberto Lattuada (1957)
- Padri e figli, regia di Mario Monicelli (1957)
- Vacanze a Ischia, regia di Mario Camerini (1957)
- Calypso, regia di Golfiero Colonna e Franco Rossi (1958)
- L'uomo di paglia, regia di Pietro Germi (1958)
- La mina, regia di Giuseppe Bennati (1958)
- Primo amore, regia di Mario Camerini (1959)
- Arrangiatevi!, regia di Mauro Bolognini (1959)
- La ragazza con la valigia, regia di Valerio Zurlini (1961)
- Che gioia vivere, regia di René Clément (1961)
- Don Camillo monsignore... ma non troppo, regia di Carmine Gallone (1961)
- Dal sabato al lunedì, regia di Guido Guerrasio (1962)
- Venere imperiale, regia di Jean Delannoy (1963)
- I 4 tassisti, regia di Giorgio Bianchi (1963)
- Mare matto, regia di Renato Castellani (1963)
- Kali Yug, la dea della vendetta, regia di Mario Camerini (1963)
- Il mistero del tempio indiano, regia di Mario Camerini (1963)
- Controsesso, regia di Franco Rossi, Marco Ferreri e Renato Castellani (1964)
- Frenesia dell'estate, regia di Luigi Zampa (1964)
- Matrimonio all'italiana, regia di Vittorio De Sica (1964)
- La donna è una cosa meravigliosa, regia di Mauro Bolognini, Shanturo Tanikawa e Pino Zac (1964)
- Una questione d'onore, regia di Luigi Zampa (1965)
- Le soldatesse, regia di Valerio Zurlini (1965)
- I complessi, regia di Dino Risi, Franco Rossi e Luigi Filippo D'Amico (1965)
- Il compagno Don Camillo, regia di Luigi Comencini (1965)
- La ragazza del bersagliere, regia di Alessandro Blasetti (1966)
- Io, io, io... e gli altri, regia di Alessandro Blasetti (1966)
- Incompreso, regia di Luigi Comencini (1966)
- Questi fantasmi, regia di Renato Castellani (1967)
- Italian Secret Service, regia di Luigi Comencini (1968)
- Serafino, regia di Pietro Germi (1968)
- Delitto quasi perfetto, regia di Mario Camerini (1969)
- Le castagne sono buone, regia di Pietro Germi (1970)
- Contestazione generale, regia di Luigi Zampa (1970)
- Armiamoci e partite!, regia di Nando Cicero (1971)
- Per grazia ricevuta, regia di Nino Manfredi (1971)
- La Betìa ovvero in amore, per ogni gaudenza, ci vuole sofferenza, regia di Gianfranco De Bosio (1971)
- Alfredo, Alfredo, regia di Pietro Germi (1972)
- Don Camillo e i giovani d'oggi, regia di Mario Camerini (1972)
- Lo chiameremo Andrea, regia di Vittorio De Sica (1972)
- Finché c'è guerra c'è speranza, regia di Alberto Sordi (1974)
- Sistemo l'America e torno, regia di Nanni Loy (1974)
- Permettete signora che ami vostra figlia?, regia di Gian Luigi Polidoro (1974)
- Fantozzi, regia di Luciano Salce (1975)
- Amici miei, regia di Mario Monicelli (1975)
- Gente di rispetto, regia di Luigi Zampa (1975)
- Il secondo tragico Fantozzi, regia di Luciano Salce (1976)
- Chi dice donna dice donna, regia di Tonino Cervi (1976)
- Signore e signori, buonanotte, regia di Luigi Comencini, Nanni Loy, Luigi Magni, Mario Monicelli ed Ettore Scola (1976)
- Quelle strane occasioni, episodio Italian Superman, regia di Nanni Loy, Luigi Magni e Luigi Comencini (1976)
- La stanza del vescovo, regia di Dino Risi (1977)
- Professor Kranz tedesco di Germania, regia di Luciano Salce (1978)
- Dottor Jekyll e gentile signora, regia di Steno (1979)
- Tesoromio, regia di Giulio Paradisi (1979)
- Fantozzi contro tutti, regia di Paolo Villaggio e Neri Parenti (1980)
- Un sacco bello, regia di Carlo Verdone (1980)
- La locandiera, regia di Paolo Cavara (1980)
- Bianco, rosso e Verdone, regia di Carlo Verdone (1981)
- Fracchia la belva umana, regia di Neri Parenti (1981)
- Il marchese del Grillo, regia di Mario Monicelli (1981)
- Amici miei - Atto IIº, regia di Mario Monicelli (1982)
- Fantozzi subisce ancora, regia di Neri Parenti (1983)
- Il petomane, regia di Pasquale Festa Campanile (1983)
- Pappa e ciccia, regia di Neri Parenti (1983)
- Bertoldo, Bertoldino e Cacasenno, regia di Mario Monicelli (1984)
- C'era una volta in America, regia di Sergio Leone (1984)
- I due carabinieri, regia di Carlo Verdone (1984)
- Amici miei - Atto IIIº, regia di Nanni Loy (1985)
- 7 chili in 7 giorni, regia di Luca Verdone (1986)
- Speriamo che sia femmina, regia di Mario Monicelli (1986)
- Il tenente dei carabinieri, regia di Maurizio Ponzi (1986)
- Superfantozzi, regia di Neri Parenti (1986)
- Noi uomini duri, regia di Maurizio Ponzi (1987)
- Io e mia sorella, regia di Carlo Verdone (1987)
- Il volpone, regia di Maurizio Ponzi (1988)
- I picari, regia di Mario Monicelli (1988)
- Compagni di scuola, regia di Carlo Verdone (1988)
- Fantozzi va in pensione, regia di Neri Parenti (1988)
- Ho vinto la lotteria di capodanno, regia di Neri Parenti (1989)
- Lo zio indegno, regia di Franco Brusati (1989)
- Il bambino e il poliziotto, regia di Carlo Verdone (1989)
- Sandino, regia di Miguel Littín (1990)
- Fantozzi alla riscossa, regia di Neri Parenti (1990)
- Le comiche, regia di Neri Parenti (1990)
- Volevo i pantaloni, regia di Maurizio Ponzi (1990)
- Stasera a casa di Alice, regia di Carlo Verdone (1990)
- Piedipiatti, regia di Carlo Vanzina (1991)
- Le comiche 2, regia di Neri Parenti (1992)
- Io speriamo che me la cavo, regia di Lina Wertmüller (1992)
- Al lupo, al lupo, regia di Carlo Verdone (1992)
- Ricky & Barabba, regia di Christian De Sica (1992)
- Fantozzi in paradiso, regia di Neri Parenti (1993)
- Caino e Caino, regia di Alessandro Benvenuti (1993)
- I mitici - Colpo gobbo a Milano, regia di Carlo Vanzina (1994)
- Cari fottutissimi amici, regia di Mario Monicelli (1994)
- Le nuove comiche, regia di Neri Parenti (1994)
- Facciamo paradiso, regia di Mario Monicelli (1995)
- Viaggi di nozze, regia di Carlo Verdone (1995)
- Metalmeccanico e parrucchiera in un turbine di sesso e politica, regia di Lina Wertmüller (1996)
- Fantozzi - Il ritorno, regia di Neri Parenti (1996)
- Finalmente soli, regia di Umberto Marino (1997)
- L'ultima stazione, regia di Bogdan Dreyer (1998)
- Gallo cedrone, regia di Carlo Verdone (1998)
- Bagnomaria, regia di Giorgio Panariello (1999)
- Teste di cocco, regia di Ugo Fabrizio Giordani (2000)
- Ogni lasciato è perso, regia di Piero Chiambretti (2001) (postumo)
- Amici miei - Come tutto ebbe inizio, regia di Neri Parenti (2011) – postumo

### Televisione
- Classe di ferro – serie TV (1989)
- Come quando fuori piove, regia di Mario Monicelli – miniserie TV (2000)